# Casa Mansió
La Casa Mansió és una obra de la Vall de Boí (Alta Ribagorça) inclosa a l'Inventari del Patrimoni Arquitectònic de Catalunya.

## Descripció
Casa aïllada de dos cossos, amb coberta de pissarra composta de dues vessants.
Els murs són de pedra del país reblada i sense arrebossar.
Es van fer reformes, perdent-se un forn adossat a la paret de la façana de migdia, on la coberta volava sostinguda per un embigat de fusta.
El forn ha estat substituït per la llar i una nova xemeneia.
Les antigues quadres serveixen d'aparcament i estances.

## Història
Anys 70, reformes i pèrdua del forn, quadres i fusteria típics.